# Florestano Rossomandi
Florestano Rossomandi   (Bovino, 22 d'agost de 1857 - Nàpols, 19 de gener de 1933) fou un pianista i compositor italià.

## Biografia
Estudiant de Beniamino Cesi, després d'estudiar al Conservatori de Nàpols, va ensenyar piano de 1889 a 1931. Artista de concert sol·licitat a totes les grans ciutats d'Itàlia, també va exercir l'activitat de professor de direcció. Va compondre moltes peces de caràcter romàntic, però el seu nom es manté sobretot relacionat amb el vast treball que va dur a terme en el camp de l'ensenyament del piano. Va publicar la "Guia per a l'estudi tècnic del piano" en vuit volums i la "Antologia didàctica" també traduïda a l'anglès i al castellà. A l'exposició mundial de París del 1909 va rebre una medalla d'or i un diploma d'honor; el Ministeri li va donar les insígnies de Gran Oficial de l'Orde de la Corona d'Itàlia.
Va tenir entre els seus estudiants Attilio Brugnoli, Vincenzo Scaramuzza, Luigi Finizio o Vincenzo Vitale.